# Collegio elettorale di Chiavari (Senato della Repubblica)
Il collegio di Chiavari fu un collegio elettorale uninominale della Repubblica Italiana appartenente alla circoscrizione Liguria; fu utilizzato per eleggere un senatore della Repubblica dalla I alla XI legislatura.

## Storia
Il collegio venne creato nel 1948 secondo la legge n. 29 del 6 febbraio 1948 la quale, pur basandosi sull'impianto proporzionale in vigore per la Camera, rispetto a quest'ultima conteneva alcuni piccoli correttivi in senso maggioritario. Tale legge ebbe il suo definitivo perfezionamento col Testo Unico n°361 del 1957. Differentemente dalla Camera, la legge elettorale del Senato si articolava su base regionale, seguendo il dettato costituzionale (art.57). Ogni Regione era suddivisa in tanti collegi uninominali quanti erano i seggi ad essa assegnati. All'interno di ciascun collegio, veniva eletto il candidato che avesse raggiunto il quorum del 65% delle preferenze: tale soglia, oggettivamente di difficilissimo conseguimento, tradiva l'impianto proporzionale su cui era concepito anche il sistema elettorale della Camera Alta. Qualora, come normalmente avveniva, nessun candidato avesse conseguito l'elezione, i voti di tutti i candidati venivano raggruppati in liste di partito a livello regionale, dove i seggi venivano allocati utilizzando il metodo D'Hondt delle maggiori medie statistiche e quindi, all'interno di ciascuna lista, venivano dichiarati eletti i candidati con le migliori percentuali di preferenza.
Il collegio di Chiavari venne abolito nel 1993, con la cosiddetta Legge Mattarella (Legge n. 276, Norme per l'elezione del Senato della Repubblica), attuata in seguito al referendum abrogativo del 1993, quando venne istituito per la Camera dei deputati e per il Senato della Repubblica un sistema di elezione misto, in parte maggioritario e in parte proporzionale. Il 75% dei parlamentari dell'assemblea veniva eletto in collegi uninominali tramite sistema maggioritario a turno unico; il restante 25% al Senato veniva eletto tramite recupero proporzionale dei più votati non eletti attraverso un meccanismo di calcolo denominato "scorporo", cioè sottraendo dal conteggio dei voti totali di una lista nella parte proporzionale i voti ottenuti dai candidati collegati alla medesima lista che erano eletti nei collegi uninominali con il sistema maggioritario.

## Territorio
Il collegio di Chiavari era uno degli 8 collegi uninominali in cui era suddivisa la Liguria; era compreso nelle province di Genova e della Spezia e i seguenti comuni: Avegno, Bogliasco, Bonassola, Borzonasca, Camogli, Carasco, Casarza Ligure, Castiglione Chiavarese, Chiavari, Cicagna, Cogorno, Coreglia Ligure, Deiva Marina, Favale di Malvaro, Framura, Lavagna, Leivi, Levanto, Lorsica, Lumarzo, Maissana, Mezzanego, Moconesi, Moneglia, Monterosso al Mare, Ne, Neirone, Orero, Portofino, Rapallo, Recco, Rezzoaglio, San Colombano Certenoli, Santa Margherita Ligure, Santo Stefano d'Aveto, Sestri Levante, Sori, Tribogna, Uscio e Zoagli.

## Dati elettorali

### I legislatura
|                                                                                | Antonio Boggiano Pico ✔️ Eletto | Democrazia Cristiana                             | 55 408  | 58,67 |  |  |  |  |  |
|                                                                                | Ottorino Balduzzi               | Fronte Democratico Popolare                      | 23 304  | 24,68 |  |  |  |  |  |
|                                                                                | Ernesto Monteverde              | Unità Socialista - Partito Repubblicano Italiano | 13 517  | 14,31 |  |  |  |  |  |
|                                                                                | Gustavo Pesenti                 | Blocco Nazionale                                 | 2 213   | 2,34  |  |  |  |  |  |
| Totale                                                                         | Totale                          | Totale                                           | 94 442  | 100   |  |  |  |  |  |
|                                                                                |                                 |                                                  |         |       |  |  |  |  |  |
| Voti non validi                                                                | Voti non validi                 | Voti non validi                                  | 3 854   | 3,92  |  |  |  |  |  |
| Votanti                                                                        | Votanti                         | Votanti                                          | 98 296  | 90,24 |  |  |  |  |  |
| Elettori                                                                       | Elettori                        | Elettori                                         | 108 927 |       |  |  |  |  |  |
|                                                                                |                                 |                                                  |         |       |  |  |  |  |  |
| Nota: quorum del 65% non raggiunto; ripartizione dei seggi a livello regionale |                                 |                                                  |         |       |  |  |  |  |  |
| Data: 18 aprile 1948                                                           |                                 |                                                  |         |       |  |  |  |  |  |
| Fonte: Ministero dell'interno                                                  |                                 |                                                  |         |       |  |  |  |  |  |

### II legislatura
|                                                                                | Antonio Boggiano Pico ✔️ Eletto | Democrazia Cristiana                    | 51 499  | 52,04 |  |  |  |  |  |
|                                                                                | Ottorino Balduzzi               | Partito Comunista Italiano              | 14 866  | 15,02 |  |  |  |  |  |
|                                                                                | Adele Faraggiana                | Partito Socialista Italiano             | 14 523  | 14,67 |  |  |  |  |  |
|                                                                                | Nicola Pandolfi                 | Partito Socialista Democratico Italiano | 5 174   | 5,23  |  |  |  |  |  |
|                                                                                | Cesare Savoia                   | Partito Nazionale Monarchico            | 4 692   | 4,74  |  |  |  |  |  |
|                                                                                | Matteo Beraldo                  | PLI - PRI                               | 4 254   | 4,30  |  |  |  |  |  |
|                                                                                | Francesco Fezzardi              | Movimento Sociale Italiano              | 2 944   | 2,97  |  |  |  |  |  |
|                                                                                | Giulio Bertonelli               | Unità Popolare                          | 513     | 0,52  |  |  |  |  |  |
|                                                                                | Vittorio Leale                  | Alleanza Democratica Nazionale          | 501     | 0,51  |  |  |  |  |  |
| Totale                                                                         | Totale                          | Totale                                  | 98 966  | 100   |  |  |  |  |  |
|                                                                                |                                 |                                         |         |       |  |  |  |  |  |
| Voti non validi                                                                | Voti non validi                 | Voti non validi                         | 4 928   | 4,74  |  |  |  |  |  |
| Votanti                                                                        | Votanti                         | Votanti                                 | 103 894 | 92,03 |  |  |  |  |  |
| Elettori                                                                       | Elettori                        | Elettori                                | 112 894 |       |  |  |  |  |  |
|                                                                                |                                 |                                         |         |       |  |  |  |  |  |
| Nota: quorum del 65% non raggiunto; ripartizione dei seggi a livello regionale |                                 |                                         |         |       |  |  |  |  |  |
| Data: 7 giugno 1953                                                            |                                 |                                         |         |       |  |  |  |  |  |
| Fonte: Ministero dell'interno                                                  |                                 |                                         |         |       |  |  |  |  |  |

### III legislatura
|                                                                                | Antonio Boggiano Pico ✔️ Eletto | Democrazia Cristiana                    | 52 289  | 50,59 |  |  |  |  |  |
|                                                                                | Domenico Macaggi ✔️ Eletto      | Partito Socialista Italiano             | 17 530  | 16,96 |  |  |  |  |  |
|                                                                                | Andrea Canepa                   | Partito Comunista Italiano              | 14 226  | 13,76 |  |  |  |  |  |
|                                                                                | Diego Dondero                   | Partito Socialista Democratico Italiano | 6 425   | 6,22  |  |  |  |  |  |
|                                                                                | Umberto Castagneto              | Partito Liberale Italiano               | 5 186   | 5,02  |  |  |  |  |  |
|                                                                                | Giuseppe Valle                  | Movimento Sociale Italiano              | 3 180   | 3,08  |  |  |  |  |  |
|                                                                                | Giovanni Battista Boero         | Partito Nazionale Monarchico            | 1 975   | 1,91  |  |  |  |  |  |
|                                                                                | Bruno Villabruna                | PRI - PR                                | 1 279   | 1,24  |  |  |  |  |  |
|                                                                                | Luigi Martini                   | Partito Monarchico Popolare             | 978     | 0,95  |  |  |  |  |  |
|                                                                                | Luigi Caneschi                  | Comunità                                | 288     | 0,28  |  |  |  |  |  |
| Totale                                                                         | Totale                          | Totale                                  | 103 356 | 100   |  |  |  |  |  |
|                                                                                |                                 |                                         |         |       |  |  |  |  |  |
| Voti non validi                                                                | Voti non validi                 | Voti non validi                         | 6 100   | 5,57  |  |  |  |  |  |
| Votanti                                                                        | Votanti                         | Votanti                                 | 109 456 | 93,00 |  |  |  |  |  |
| Elettori                                                                       | Elettori                        | Elettori                                | 117 690 |       |  |  |  |  |  |
|                                                                                |                                 |                                         |         |       |  |  |  |  |  |
| Nota: quorum del 65% non raggiunto; ripartizione dei seggi a livello regionale |                                 |                                         |         |       |  |  |  |  |  |
| Data: 25 maggio 1958                                                           |                                 |                                         |         |       |  |  |  |  |  |
| Fonte: Ministero dell'interno                                                  |                                 |                                         |         |       |  |  |  |  |  |

### IV legislatura
|                                                                                | Giorgio Bo ✔️ Eletto     | Democrazia Cristiana                    | 45 129  | 41,31 |  |  |  |  |  |
|                                                                                | Giovanni Serbandini      | Partito Comunista Italiano              | 20 388  | 18,66 |  |  |  |  |  |
|                                                                                | Luigi Durand de la Penne | Partito Liberale Italiano               | 14 972  | 13,70 |  |  |  |  |  |
|                                                                                | G. Dagnino               | Partito Socialista Italiano             | 14 859  | 13,60 |  |  |  |  |  |
|                                                                                | G. Canale                | Partito Socialista Democratico Italiano | 9 033   | 8,27  |  |  |  |  |  |
|                                                                                | Piero Operti             | MSI - PDIUM                             | 4 115   | 3,77  |  |  |  |  |  |
|                                                                                | F. Salomone              | Partito Repubblicano Italiano           | 754     | 0,69  |  |  |  |  |  |
| Totale                                                                         | Totale                   | Totale                                  | 109 250 | 100   |  |  |  |  |  |
|                                                                                |                          |                                         |         |       |  |  |  |  |  |
| Voti non validi                                                                | Voti non validi          | Voti non validi                         | 5 984   | 5,19  |  |  |  |  |  |
| Votanti                                                                        | Votanti                  | Votanti                                 | 115 234 | 92,56 |  |  |  |  |  |
| Elettori                                                                       | Elettori                 | Elettori                                | 124 503 |       |  |  |  |  |  |
|                                                                                |                          |                                         |         |       |  |  |  |  |  |
| Nota: quorum del 65% non raggiunto; ripartizione dei seggi a livello regionale |                          |                                         |         |       |  |  |  |  |  |
| Data: 28 aprile 1963                                                           |                          |                                         |         |       |  |  |  |  |  |
| Fonte: Ministero dell'interno                                                  |                          |                                         |         |       |  |  |  |  |  |

### V legislatura
|                                                                                | Giorgio Bo ✔️ Eletto     | Democrazia Cristiana                             | 51 745  | 44,95 |  |  |  |  |  |
|                                                                                | Gelasio Adamoli          | PCI - PSIUP                                      | 26 848  | 23,32 |  |  |  |  |  |
|                                                                                | Domenico Macaggi         | PSI-PSDI Unificati                               | 17 525  | 15,22 |  |  |  |  |  |
|                                                                                | Luigi Durand de la Penne | Partito Liberale Italiano                        | 13 236  | 11,50 |  |  |  |  |  |
|                                                                                | C. Colbertaldo           | Movimento Sociale Italiano                       | 3 160   | 2,75  |  |  |  |  |  |
|                                                                                | M. Autino                | Partito Democratico Italiano di Unità Monarchica | 1 474   | 1,28  |  |  |  |  |  |
|                                                                                | G. E. Baffico            | Partito Repubblicano Italiano                    | 1 120   | 0,97  |  |  |  |  |  |
| Totale                                                                         | Totale                   | Totale                                           | 115 108 | 100   |  |  |  |  |  |
|                                                                                |                          |                                                  |         |       |  |  |  |  |  |
| Voti non validi                                                                | Voti non validi          | Voti non validi                                  | 7 025   | 5,75  |  |  |  |  |  |
| Votanti                                                                        | Votanti                  | Votanti                                          | 122 133 | 93,07 |  |  |  |  |  |
| Elettori                                                                       | Elettori                 | Elettori                                         | 131 233 |       |  |  |  |  |  |
|                                                                                |                          |                                                  |         |       |  |  |  |  |  |
| Nota: quorum del 65% non raggiunto; ripartizione dei seggi a livello regionale |                          |                                                  |         |       |  |  |  |  |  |
| Data: 19 maggio 1968                                                           |                          |                                                  |         |       |  |  |  |  |  |
| Fonte: Ministero dell'interno                                                  |                          |                                                  |         |       |  |  |  |  |  |

### VI legislatura
|                                                                                | Giorgio Bo ✔️ Eletto       | Democrazia Cristiana                    | 53 536  | 43,48 |  |  |  |  |  |
|                                                                                | L. Botto                   | PCI - PSIUP                             | 27 731  | 22,52 |  |  |  |  |  |
|                                                                                | S. Manarolo                | Partito Socialista Italiano             | 13 545  | 11,00 |  |  |  |  |  |
|                                                                                | Giorgio Alfredo Cassinelli | Partito Liberale Italiano               | 10 223  | 8,30  |  |  |  |  |  |
|                                                                                | G. C. Demarchi             | Movimento Sociale Italiano              | 8 021   | 6,51  |  |  |  |  |  |
|                                                                                | Romano Maggioni            | Partito Socialista Democratico Italiano | 6 999   | 5,68  |  |  |  |  |  |
|                                                                                | C. R. Della Ragione        | Partito Repubblicano Italiano           | 3 086   | 2,51  |  |  |  |  |  |
| Totale                                                                         | Totale                     | Totale                                  | 123 141 | 100   |  |  |  |  |  |
|                                                                                |                            |                                         |         |       |  |  |  |  |  |
| Voti non validi                                                                | Voti non validi            | Voti non validi                         | 5 365   | 4,17  |  |  |  |  |  |
| Votanti                                                                        | Votanti                    | Votanti                                 | 128 506 | 94,02 |  |  |  |  |  |
| Elettori                                                                       | Elettori                   | Elettori                                | 136 673 |       |  |  |  |  |  |
|                                                                                |                            |                                         |         |       |  |  |  |  |  |
| Nota: quorum del 65% non raggiunto; ripartizione dei seggi a livello regionale |                            |                                         |         |       |  |  |  |  |  |
| Data: 7 maggio 1972                                                            |                            |                                         |         |       |  |  |  |  |  |
| Fonte: Ministero dell'interno                                                  |                            |                                         |         |       |  |  |  |  |  |

### VII legislatura
|                                                                                | Paolo Emilio Taviani ✔️ Eletto | Democrazia Cristiana        | 53 755  | 42,36 |  |  |  |  |  |
|                                                                                | Elio Carocci                   | Partito Comunista Italiano  | 37 221  | 29,33 |  |  |  |  |  |
|                                                                                | Giampaolo Favi                 | Partito Socialista Italiano | 15 082  | 11,88 |  |  |  |  |  |
|                                                                                | Giorgio Alfredo Cassinelli     | PLI - PRI - PSDI            | 12 524  | 9,87  |  |  |  |  |  |
|                                                                                | Vincenzo Gubitosi              | Movimento Sociale Italiano  | 6 893   | 5,43  |  |  |  |  |  |
|                                                                                | Pasquale Frezza                | Partito Radicale            | 1 426   | 1,12  |  |  |  |  |  |
| Totale                                                                         | Totale                         | Totale                      | 126 901 | 100   |  |  |  |  |  |
|                                                                                |                                |                             |         |       |  |  |  |  |  |
| Voti non validi                                                                | Voti non validi                | Voti non validi             | 5 952   | 4,48  |  |  |  |  |  |
| Votanti                                                                        | Votanti                        | Votanti                     | 132 853 | 93,97 |  |  |  |  |  |
| Elettori                                                                       | Elettori                       | Elettori                    | 141 378 |       |  |  |  |  |  |
|                                                                                |                                |                             |         |       |  |  |  |  |  |
| Nota: quorum del 65% non raggiunto; ripartizione dei seggi a livello regionale |                                |                             |         |       |  |  |  |  |  |
| Data: 20 giugno 1976                                                           |                                |                             |         |       |  |  |  |  |  |
| Fonte: Ministero dell'interno                                                  |                                |                             |         |       |  |  |  |  |  |

### VIII legislatura
|                                                                                | Paolo Emilio Taviani ✔️ Eletto | Democrazia Cristiana                         | 50 539  | 40,56 |  |  |  |  |  |
|                                                                                | Mario Chella                   | Partito Comunista Italiano                   | 33 995  | 27,28 |  |  |  |  |  |
|                                                                                | R. Bonfiglioli                 | Partito Socialista Italiano                  | 13 705  | 11,00 |  |  |  |  |  |
|                                                                                | Alfredo Biondi                 | Partito Liberale Italiano                    | 6 792   | 5,45  |  |  |  |  |  |
|                                                                                | V. Gubitosi                    | Movimento Sociale Italiano                   | 5 431   | 4,36  |  |  |  |  |  |
|                                                                                | M. Barsotti                    | Partito Socialista Democratico Italiano      | 5 175   | 4,15  |  |  |  |  |  |
|                                                                                | Giorgio Bassani                | Partito Repubblicano Italiano                | 4 125   | 3,31  |  |  |  |  |  |
|                                                                                | Giuliana Graffigna Jankovic    | Partito Radicale                             | 4 111   | 3,30  |  |  |  |  |  |
|                                                                                | G. G. Pilia                    | Costituente di Destra - Democrazia Nazionale | 735     | 0,59  |  |  |  |  |  |
| Totale                                                                         | Totale                         | Totale                                       | 124 608 | 100   |  |  |  |  |  |
|                                                                                |                                |                                              |         |       |  |  |  |  |  |
| Voti non validi                                                                | Voti non validi                | Voti non validi                              | 7 671   | 5,80  |  |  |  |  |  |
| Votanti                                                                        | Votanti                        | Votanti                                      | 132 279 | 91,37 |  |  |  |  |  |
| Elettori                                                                       | Elettori                       | Elettori                                     | 144 780 |       |  |  |  |  |  |
|                                                                                |                                |                                              |         |       |  |  |  |  |  |
| Nota: quorum del 65% non raggiunto; ripartizione dei seggi a livello regionale |                                |                                              |         |       |  |  |  |  |  |
| Data: 3 giugno 1979                                                            |                                |                                              |         |       |  |  |  |  |  |
| Fonte: Ministero dell'interno                                                  |                                |                                              |         |       |  |  |  |  |  |

### IX legislatura
|                                                                                | Paolo Emilio Taviani ✔️ Eletto | Democrazia Cristiana          | 42 573  | 35,73 |  |  |  |  |  |
|                                                                                | Roberto Gant                   | Partito Comunista Italiano    | 32 138  | 26,97 |  |  |  |  |  |
|                                                                                | Giuseppe Alberto Corticelli    | Partito Socialista Italiano   | 12 580  | 10,56 |  |  |  |  |  |
|                                                                                | Romano Maggioni                | PLI - PSDI                    | 9 530   | 8,00  |  |  |  |  |  |
|                                                                                | Vincenzo Alfonso Biancheri     | Partito Repubblicano Italiano | 8 576   | 7,20  |  |  |  |  |  |
|                                                                                | Adolfo Paoletti                | Movimento Sociale Italiano    | 7 706   | 6,47  |  |  |  |  |  |
|                                                                                | Giuliana Graffigna Jankovic    | Partito Radicale              | 2 484   | 2,08  |  |  |  |  |  |
|                                                                                | Valerio Venditti               | Lista per Trieste-PPPIU       | 2 080   | 1,75  |  |  |  |  |  |
|                                                                                | Dalciso Fabbri                 | Democrazia Proletaria         | 1 497   | 1,26  |  |  |  |  |  |
| Totale                                                                         | Totale                         | Totale                        | 119 164 | 100   |  |  |  |  |  |
|                                                                                |                                |                               |         |       |  |  |  |  |  |
| Voti non validi                                                                | Voti non validi                | Voti non validi               | 10 767  | 8,29  |  |  |  |  |  |
| Votanti                                                                        | Votanti                        | Votanti                       | 129 931 | 88,86 |  |  |  |  |  |
| Elettori                                                                       | Elettori                       | Elettori                      | 146 217 |       |  |  |  |  |  |
|                                                                                |                                |                               |         |       |  |  |  |  |  |
| Nota: quorum del 65% non raggiunto; ripartizione dei seggi a livello regionale |                                |                               |         |       |  |  |  |  |  |
| Data: 26 giugno 1983                                                           |                                |                               |         |       |  |  |  |  |  |
| Fonte: Ministero dell'interno                                                  |                                |                               |         |       |  |  |  |  |  |

### X legislatura
|                                                                                | Paolo Emilio Taviani ✔️ Eletto | Democrazia Cristiana          | 44 862  | 37,33 |  |  |  |  |  |
|                                                                                | Francesco Forleo               | Partito Comunista Italiano    | 30 590  | 25,45 |  |  |  |  |  |
|                                                                                | S. Romanelli                   | PSI - PSDI - PR               | 17 296  | 14,39 |  |  |  |  |  |
|                                                                                | V. Gubitosi                    | Movimento Sociale Italiano    | 7 942   | 6,61  |  |  |  |  |  |
|                                                                                | Nino Canacari                  | Partito Repubblicano Italiano | 5 982   | 4,98  |  |  |  |  |  |
|                                                                                | P. L. Lena                     | Partito Liberale Italiano     | 4 791   | 3,99  |  |  |  |  |  |
|                                                                                | F. Zurlo                       | Lista Verde                   | 4 307   | 3,58  |  |  |  |  |  |
|                                                                                | A. Cirilli                     | Liga Veneta-Pensionati Uniti  | 2 144   | 1,78  |  |  |  |  |  |
|                                                                                | E. Armanino                    | Democrazia Proletaria         | 1 925   | 1,60  |  |  |  |  |  |
|                                                                                | A. Coxe                        | Alleanza Popolare Pensionati  | 350     | 0,29  |  |  |  |  |  |
| Totale                                                                         | Totale                         | Totale                        | 120 189 | 100   |  |  |  |  |  |
|                                                                                |                                |                               |         |       |  |  |  |  |  |
| Voti non validi                                                                | Voti non validi                | Voti non validi               | 8 781   | 6,81  |  |  |  |  |  |
| Votanti                                                                        | Votanti                        | Votanti                       | 128 970 | 87,70 |  |  |  |  |  |
| Elettori                                                                       | Elettori                       | Elettori                      | 147 056 |       |  |  |  |  |  |
|                                                                                |                                |                               |         |       |  |  |  |  |  |
| Nota: quorum del 65% non raggiunto; ripartizione dei seggi a livello regionale |                                |                               |         |       |  |  |  |  |  |
| Data: 14 giugno 1987                                                           |                                |                               |         |       |  |  |  |  |  |
| Fonte: Ministero dell'interno                                                  |                                |                               |         |       |  |  |  |  |  |

### XI legislatura
|                                                                                | Bruno Orsini ✔️ Eletto | Democrazia Cristiana                    | 34 447  | 28,19 |  |  |  |  |  |
|                                                                                | Giuseppe Dallara       | Lega Lombarda                           | 18 733  | 15,33 |  |  |  |  |  |
|                                                                                | Marisa Bacigalupo      | Partito Democratico della Sinistra      | 16 886  | 13,82 |  |  |  |  |  |
|                                                                                | Silvio Romanelli       | Partito Socialista Italiano             | 12 807  | 10,48 |  |  |  |  |  |
|                                                                                | Marco Bertonati        | Partito della Rifondazione Comunista    | 8 459   | 6,92  |  |  |  |  |  |
|                                                                                | Luigi Gatti            | Partito Repubblicano Italiano           | 7 611   | 6,23  |  |  |  |  |  |
|                                                                                | Francesco Petronio     | Movimento Sociale Italiano              | 5 736   | 4,69  |  |  |  |  |  |
|                                                                                | Pasquale Tonani        | Partito Liberale Italiano               | 4 324   | 3,54  |  |  |  |  |  |
|                                                                                | Maria Clara Vacchina   | Federazione dei Verdi                   | 4 018   | 3,29  |  |  |  |  |  |
|                                                                                | Pierino Cacciamatta    | Partito Pensionati                      | 2 205   | 1,80  |  |  |  |  |  |
|                                                                                | Vittorio Privitera     | La Lega Casalinghe-Pensionati           | 1 975   | 1,62  |  |  |  |  |  |
|                                                                                | Massimo Mallucci       | Partito Socialista Democratico Italiano | 1 831   | 1,50  |  |  |  |  |  |
|                                                                                | Antonio Meregoni       | Caccia Pesca Ambiente                   | 1 539   | 1,26  |  |  |  |  |  |
|                                                                                | Enzo Asseretto         | Sì Referendum                           | 1 326   | 1,09  |  |  |  |  |  |
|                                                                                | Giovanni Cassano       | Federalismo - Pensionati Uomini Vivi    | 289     | 0,24  |  |  |  |  |  |
| Totale                                                                         | Totale                 | Totale                                  | 122 186 | 100   |  |  |  |  |  |
|                                                                                |                        |                                         |         |       |  |  |  |  |  |
| Voti non validi                                                                | Voti non validi        | Voti non validi                         | 7 191   | 5,56  |  |  |  |  |  |
| Votanti                                                                        | Votanti                | Votanti                                 | 129 377 | 85,77 |  |  |  |  |  |
| Elettori                                                                       | Elettori               | Elettori                                | 150 838 |       |  |  |  |  |  |
|                                                                                |                        |                                         |         |       |  |  |  |  |  |
| Nota: quorum del 65% non raggiunto; ripartizione dei seggi a livello regionale |                        |                                         |         |       |  |  |  |  |  |
| Data: 5 aprile 1992                                                            |                        |                                         |         |       |  |  |  |  |  |
| Fonte: Ministero dell'interno                                                  |                        |                                         |         |       |  |  |  |  |  |